# Schloss Merzendorf

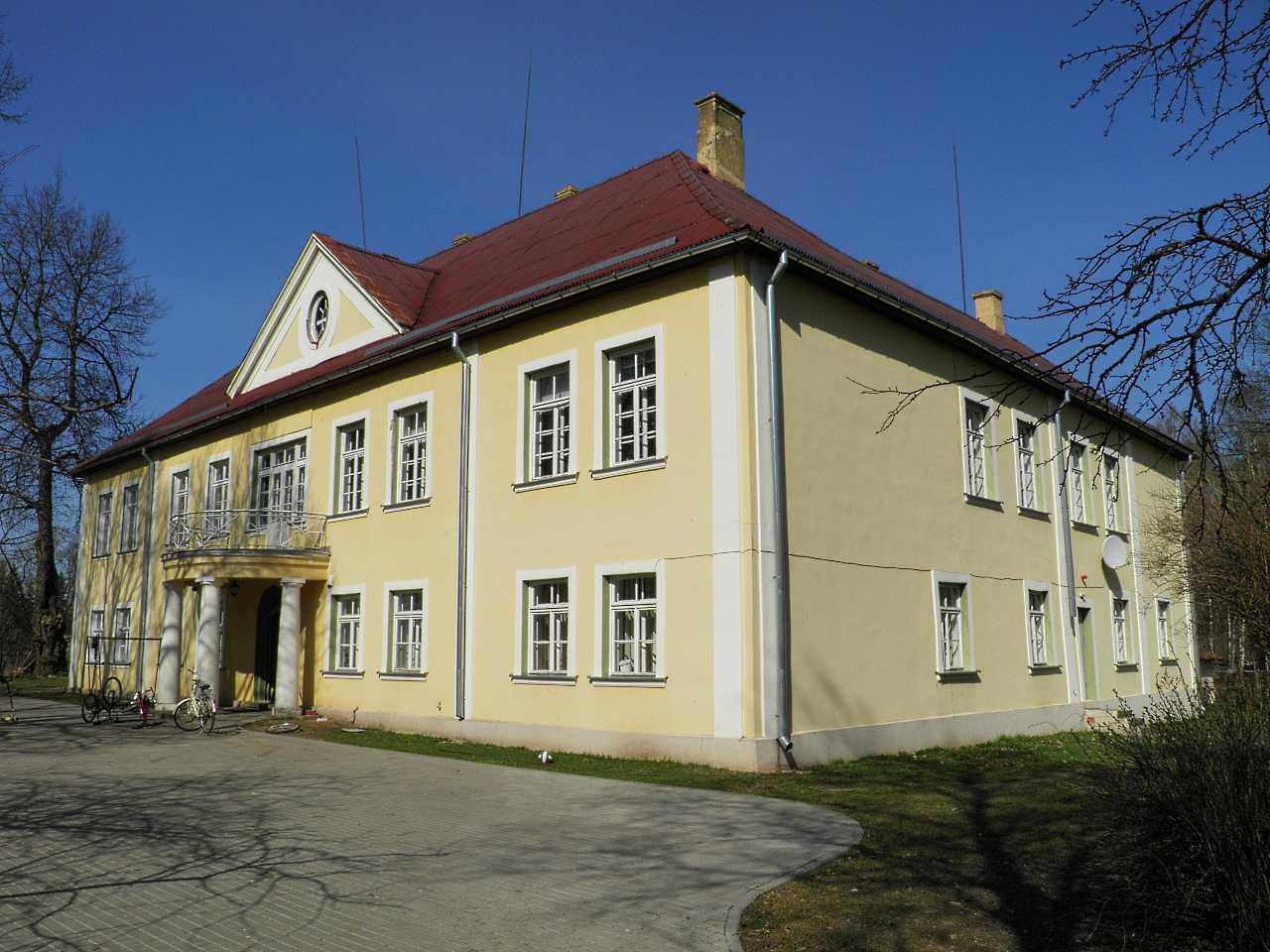
Schloss Merzendorf

Schloss Merzendorf, auch Herrenhaus Mercendarbe, lettisch Mercendarbes muiža, bezeichnet ein Schloss, das im lettischen Bezirk Ķekava in der historischen Landschaft Vidzeme, nahe dem Ort Mercendarbe liegt. Den Namen des Ortes kann man bereits seit 1254 in historischen Quellen finden, er geht vermutlich auf seine ersten Bewohner zurück, einer Familie Merzen.

## Architektur und Gestaltung
Schloss Merzendorf hatte im Laufe der Zeit viele Eigentümer und wurde oftmals renoviert oder restauriert, weshalb sich auch verschiedene Epochen, beispielsweise das Rokoko, in der Gestaltung des Kulturdenkmals widerspiegeln. Im Jahre 1914, andere Quellen behaupten 1916, wurde das Herrenhaus um eine zweite Etage erweitert. Besonders wertvoll ist eines der äußeren Türblätter, Eiche im Rokokostil, welches aus dem 18. Jahrhundert stammt und zuletzt 2001 restauriert wurde. Die Ornamentmalerei in den Eingangshalle und weiteren Räumen sowie die Eichentreppe mit den mit Ornamenten verzierten Treppengeländern wurden ebenfalls restauriert und sind erhalten. Die Bodenfliesen sind fast 100 Jahre alt.
Das Anwesen ist von einem gepflegten Park mit See umgeben. Eine circa einen Kilometer lange hundertjährige Lindenallee führt zum Schloss. Die 132 Linden – auf jeder Seite 66 Stück – wurden 1894 gepflanzt.

## Geschichte
Ursprünglich im Besitz von Peter von Biron (1724–1800), dem letzten Herzog von Kurland, wurde das Schloss am 11. August 1786 zusammen mit dem dazugehörenden Landbesitz und den Seen für 31.000 Taler an Baron Friedrich Georg von Lieven (1748–1800) verkauft. Baron von Lieven nutzte das Schloss gerne als Sommerresidenz und Jagdschloss, beispielsweise zur Entenjagd. Nach dessen Tod verwaltete sein Sohn Karl Georg von Lieven das Anwesen. 1905 wird Freiherr Alexander von Lieven als Besitzer genannt. Letzte Besitzer war Carlos von Lieven (1879–1971). Bis zum Ersten Weltkrieg blieb das Gut im Besitz der Familie von Lieven.
Von 1920 bis 1939 wechselten die Besitzer des Schlosses regelmäßig. 1939 wurde auf dem Gut ein Kinderheim eröffnet, das erst 2012 geschlossen wurde. Derzeit ist das Herrenhaus ein Hotel, in dem verschiedene Veranstaltungen wie beispielsweise Konzerte, Hochzeiten, Seminare oder auch der Hackathon Lettland stattfinden.